# Burg Guxhagen
Die Burg Guxhagen, auch Herrenhaus Guxhagen genannt, war ein vermutlich im 13. oder 14. Jahrhundert errichteter mehrstöckiger und wehrhafter Wohnturm in Guxhagen, Kernort der Gemeinde Guxhagen im nordhessischen Schwalm-Eder-Kreis.

## Geographische Lage
Der Bau befand sich über dem Ostufer der Fulda etwas nördlich der Ortsmitte am Südufer des Schwarzenbachs auf einem bebauten Sporn auf 152 m Höhe. Dort befindet sich heute ein Wohnhaus, in dem Teile des einstigen Kellers und ursprüngliche Mauerteile noch erhalten geblieben sind. Talseitig sind noch zwei Schießscharten im ursprünglich bis zu 1,5 m dicken Mauerwerk sichtbar.

## Geschichte
Zur Geschichte der Niederungsburg, die 1626 im Dreißigjährigen Krieg von Truppen der Katholischen Liga unter Johann t’Serclaes von Tilly zerstört wurde, ist bisher praktisch nichts bekannt. Sie wurde möglicherweise zum Schutz des am gegenüberliegenden Westufer der Fulda befindlichen Klosters Breitenau erbaut und war wohl einst mit einem nach der Zerstörung der Burg verfüllten Halsgraben vom Hang abgetrennt.